# Mount Shuksan Waterfalls
Mount Shuksan Waterfalls jsou čtyři důležité vodopády v korytu krátkého potoka Sulphide Creek na jihovýchodním svahu 2 781 metrů vysoké hory Mount Shuksan v národním parku Severní Kaskády v americkém státě Washington. Seahpo Peak Falls a Cloudcap Falls jsou dva nejvyšší, které jsou na odlišných tocích, které se později stékají a padají přes Rockflow Canyon Falls. Nepojmenovaný vodní tok pak vodu z vodopádů odvádí do Sulphide Creeku, který se později vlévá do řeky Baker. Čtvrtým vodopádem je Jagged Ridge Falls.

## Seahpo Peak Falls
Seahpo Peak Falls je přerušovaný vodopád na nepojmenovaném ledovcovém toku z hory Seahpo Peak. Jedná se o největší (ale ne nejvyšší) vodopád hory Mount Shuksan, který proudí dolů rozdělený do šesti stupínků. Jeho celková výška je 670 metrů a nejvyšší ze stupínků je 152 metrů vysoký.
Jméno Seahpo Peak pochází od nedalekého vrcholu, jehož jméno Seahpo znamená v pidžinovém jazyce Chinook Jargon klobouk a bylo převzato z francouzského chapeau.

## Cloudcap Falls
Cloudcap Falls je kaskádový vodopád, který je až 731 metrů vysoký a proudí 1 524 metrů od Zubatého hřebenu hory Mount Shuksan. Přestože je vyšší než Seahpo Peak Falls, je více sezónní a má menší objem a nepadá příliš svisle.

## Rockflow Canyon Falls
Rockflow Canyon Falls je 60 metrů vysoký segmentovaný vodopád v místě, kde se stékají toky Seahpo Peak Falls a Cloudcap Falls. Jedná se o poslední vodopád na toku před ústím do řeky Baker. V některých měsících je možné vedle něj spatřit sezónní sesterský vodopád.